# Luigi Solari (Diplomat)
Luigi Solari (* 1938 in Rom) ist ein italienischer Diplomat im Ruhestand.

## Werdegang
1964 schloss er ein Studium der Rechtswissenschaft an der Universität Parma ab. 1967 trat er in den auswärtigen Dienst.
Er wurde ein Canberra, Le Havre, Mexiko-Stadt, Wien und Kopenhagen beschäftigt.
Von 1993 bis 1996 war er Botschafter in Ljubljana.

## Italienisch-Slowenische Beziehungen Anfang der 1990er Jahre
Slowenien und Kroatien waren in ihrer Opposition gegen die Bewegungen der istrischen Autonomie und gegen jede Neubewertung des Vertrag von Osimo 1975, die die Grenzen zwischen der SFRY und Italien eingegrenzt hatte, einig und dass die Zahlung eine Entschädigung durch die SFRY abgegolten hatte. Bezüglich des nach 1947 übertragenen italienischen Eigentums an die jugoslawische Souveränität behauptete die slowenische Regierung, dass diese gemäß dem Vertrag von Osimo und dem Vertrag von Rom von 1983 abgegolten seinen während 1993 angeblich 35.000 Italiener Schadensersatz oder die Rückerstattung von Eigentum in Slowenien forderten.
Im Juli 1994 erklärte die Regierung von Silvio Berlusconi, bis die slowenischen Behörden sich bereit erklärten, italienische Staatsangehörige zu entschädigen, die nach 1947 aus dem Gebiet Sloweniens geflohen waren und dessen Besitz nach 1947 aus dem Gebiet Sloweniens gehörte und dessen Besitz dies gewesen war unter kommunistischer Herrschaft konfisziert, würde Italien die Bemühungen Sloweniens um eine weitere Integration mit Westeuropa blockieren.
Die italienische Regierung blockierte die geplanten Verhandlungen über ein Assoziierungsabkommen zwischen Slowenien und der EU bis März 1995, als die neue italienische Regierung von Lamberto Dini das Veto zurücknahm. Im Juni wurde eine vorläufige Vereinbarung über Handel und politische Zusammenarbeit vereinbart.
Im Mai 1996 einigten sich Slowenien und Italien darauf, die von Spanien vorgeschlagene Lösung anzunehmen, wonach Slowenien den Unionsbürgern den Erwerb von Immobilien in Slowenien innerhalb von fünf Jahren nach der Ratifizierung des Assoziationsabkommens und der Unionsbürger gestatten sollte Wer sich zuvor für drei Jahre dauerhaft in Slowenien aufgehalten hatte (also auch italienische Staatsangehörige, die nach dem Zweiten Weltkrieg geflüchtet waren), konnte sofort kaufen. Im Juni unterzeichnete Slowenien schließlich ein Assoziierungsabkommen mit der EU und beantragte gleichzeitig die Vollmitgliedschaft der Organisation. Anfang Juli 1997 wurde bekannt gegeben, dass das italienische Parlament im Juli 1997 den Vertrag umsetzen würde.
Von 1997 bis 1999 wurde er im Ministerium für auswärtige Angelegenheiten und internationale Zusammenarbeit (Italien) beschäftigt.
Von 21. Januar 2000 bis 2. Februar 2004 war er Botschafter in Hanoi.
| Vorgänger                       | Amt                                              | Nachfolger                 |
| ------------------------------- | ------------------------------------------------ | -------------------------- |
| Fabio Christiani                | Italienischer Botschafter in Ljubljana 1993–1996 | Massimo Spinetti           |
| Mario Vittorio Zamboni Salerano | Italienischer Botschafter in Hanoi 2000–2004     | Alfredo Matacotta Cordella |